# ISO 3166-2:SB

Provinzen von Salomonen

Die Liste der ISO-3166-2-Codes für die Salomonen enthält die Codes für die neun Provinzen und einen Hauptstadtbezirk.

Die Codes bestehen aus zwei Teilen, die durch einen Bindestrich voneinander getrennt sind. Der erste Teil gibt den Landescode gemäß ISO 3166-1 (für die Salomonen SB), der zweite den Code für die Provinz bzw. den Hauptstadtbezirk wieder.
Die aktuellen Codes stehen auf der Seite der ISO unter #iso:code:3166:SB zur Verfügung.

| Provinz              | Code  |
| -------------------- | ----- |
| Honiara (Hauptstadt) | SB-CT |
| Central              | SB-CE |
| Choiseul             | SB-CH |
| Guadalcanal          | SB-GU |
| Isabel               | SB-IS |
| Makira und Ulawa     | SB-MK |
| Malaita              | SB-ML |
| Rennell und Bellona  | SB-RB |
| Temotu               | SB-TE |
| Western              | SB-WE |